# Ato negocial
No direito brasileiro, atos negociais são um tipo de ato administrativo, no qual a administração pública informa vontade de realizar negócios, ou dá a um indivíduo particular o direito de exercer alguma atividade. Atos negociais diferem dos outros atos administrativos por não serem imperativos, ou seja, não obrigam ninguém a realizar alguma ação.
São exemplos de atos negociais são: licenças, autorizações, permissões, homologações, vistos, admissões, aprovações e dispensas.
Atos negociais são frequentemente controversos, mesmo para as partes que fizeram o ato. Por exemplo, controvérsias podem surgir quando as partes do negócio não tem uma definição clara de quais direitos são transferidos, ou sobre a duração destes. É inclusive possível que o indivíduo não saiba que está recebendo um direito, e portanto estar completamente ignorante ao fato que um ato negocial ocorreu.[carece de fontes?]

## História
Um dos primeiros exemplos de ato negocial aconteceu no Império Romano, quando leis imperiais davam direitos aos cristãos de praticarem seus cultos livremente. Outros povos do mesmo período implantaram medidas semelhantes, incluindo gregos, fenícios, persas e árabes.[carece de fontes?] Outras formas de atos negociais  também foram desenvolvidas de maneira independente na China e Japão.[carece de fontes?]
Anos após, existem evidências de que os povos britânicos na Idade média apresentavam atos negociais, porém esses eram baseados em acordos verbais[carece de fontes?]. Por causa disso, alguns juristas não consideram esses acordos como ato negociais já que não eram propriamente documentadas. Outros no entanto, argumentam que acordos verbais são partes do direito. Portanto, esses acordos verbais podem ser considerados atos negociais.

## Tipos de atos negociais
Existem oitos tipos principais de atos negociais:
- Licenças: É um tipo de ato negocial vinculado e definitivo. Ou seja a administração é obrigada a dar esse direito a todos os indivíduos que atendam as demandas da lei (vinculação), e não pode tirar esse direito por vontade própria (definição). Um exemplo é carteira de motorista. Uma vez que o candidato passe nos exames e atenda os requisitos, a administração não pode se recusar a fornecer uma carteira. A administração também não pode tirar o direito de dirigir de um indivíduo a qualquer momento, só podendo fazer se o motorista atender os requisitos da lei.
- Autorizações: É um tipo de ato negocial discricionário e precário. Ou seja, a administração pode se recusar a dar o direito a um indivíduo por vontade própria (discricionário) e retirar o direito a seu critério (precário). Um exemplo é o porte de armas.
- Permissão: É discricionário e precário, semelhante a autorização. Porém a administração pode colocar condições que devem ser atendidas para o que direito seja exercido.
- Aprovação: Quando uma parte da administração aprova as ações de uma outra parte.
- Visto: Quando uma parte da administração confirma que a outra parte pode executar uma ação.
- Homologação: Quando uma parte da administração confirma que a ação de outra parte é legal.
- Dispensa: Quando a administração dá o direito a um individuo de não cumprir uma obrigação imposta pela lei. Por exemplo, por exemplo dispensa de incorporação no exército.
- Renúncia: Quando a administração desiste de um direito dela.

## Atos negociais gerados sem a administração pública
Os tipos de ato negociais acima implicam em uma participação ativa da administração publica. Ela, investiga, gera ou de alguma forma decidi se vai fazer o ato negocial de maneira explicita. Porém, isso não implica que a atos negociais precisem  que administração pública esteja diretamente envolvida. Indo além, ela nem precisa estar ciente o ato negocial para que ele ocorra. 
No caso da legislação brasileira, um exemplo disso é o caso em que um individuo compra um produto de outro, mas não recebe. A administração pública não está ciente de muitas dessas relações. Mas se o caso for trazido a juízo, o artigo 138 do Código Civil brasileiro garante que o comprador deva receber o produto. Pode ser entender, que a administração pública confere ao comprador o direito de "receber depois de pagar", mesmo quando está não ciente do transação. Um outro exemplo é quando duas companhias assinam um contrato atípico e totalmente desconhecido pela administração pública. Esses contratos são permitidos pelo art. 425 do Código Civil brasileiro. Pode se entender portanto, que a administração dá o direito as partes do contrato de ver o contrato ser cumprido. 